# Альфа-вариант SARS-CoV-2

Страны с подтвержденными случаями заражений штаммом VOC-2020/12/01

Альфа-штамм коронавируса SARS-CoV-2, также известный как VOC-202012/01, линия B.1.1.7 или 20B/501Y.V1 — штамм вируса SARS-CoV-2, который вызывает COVID-19. 
Этот штамм был впервые обнаружен в начале декабря 2020 года во время пандемии COVID-19 в Великобритании. Наиболее ранние образцы с обнаруженным штаммом были отобраны 20 сентября. К середине декабря штамм начал быстро распространяться. Это коррелирует со значительным увеличением частоты инфекций COVID-19 в Великобритании; это увеличение, как полагают, по крайней мере частично связано с мутацией N501Y внутри рецептор-связывающего домена спайкового гликопротеина, который связывается с рецептором ACE2 в клетках человека. 
Штамм также примечателен большим количеством мутаций по сравнению с известной на декабрь 2020 тенденцией мутирования SARS-CoV-2.

## Название
Штамм известен под несколькими названиями. В правительственных сообщениях и в СМИ его обычно называют «британский штамм COVID-19» и «британский штамм коронавируса». Этот штамм ранее был назван «первым штаммом, находящимся на рассмотрении в декабре 2020 г.» (VUI — 202012/01) Департаментом общественного здравоохранения Англии, но был переведен в категорию «Штамм, вызывающий озабоченность» (Variant of Concern 202012/01) Мирой Чанд и её коллегами в отчете, опубликованном Организацией общественного здравоохранения Англии 21 декабря 2020 года. В отчете, написанном от имени Консорциума геномики COVID-19 Великобритании (COG-UK), Эндрю Рамбо и его соавторы упомянули данный штамм под названием линия B.1.1.7. CDC также называет этот штамм 20B/501Y.V1.

## Свойства

### Генетика
Мутации в вирусе SARS-CoV-2 случаются довольно часто: по данным Консорциума Геномики COVID-19 Великобритании (COG-UK), только в спайковом гликопротеине было обнаружено более 4000 мутаций в разных штаммах этого вируса.
Штамм VOC-202012/01 определяется 23 мутациями: 13 несинонимичными мутациями, 4 делециями и 6 синонимичными мутациями (то есть 17 мутаций изменяют белки, а шесть — нет).
2 февраля 2021 года официальные лица Британии сообщили, что среди 214000 образцов данного штамма, подвергнутых генетическому секвенированию, в 11 была обнаружена также и мутация E484K.

### Трансмиссивность
Британский научно-консультативный орган NERVTAG (Консультативная группа по новым и возникающим респираторным вирусам) 18 декабря 2020 года пришел к выводу, что у них есть умеренная уверенность в том, что VUI-202012/01 значительно более трансмиссивен, чем другие штаммы, при этом данных пока недостаточно для окончательных выводов об основном механизме повышенной трансмиссивности (например, увеличение вирусной нагрузки, тканевого распределения репликации вируса, серийных интервалов и т. д.), возрастного распределения случаев или тяжести заболевания. Данные, полученные NERVTAG, показали, что этот штамм имеет «коэффициент отбора» 0,70 (70 %), предполагая интервал между поколениями 6,5 дней. В более поздних работах в качестве меры использовалось относительное число репродукций, являющееся показателем коэффициента отбора. На основании несколько иных данных относительное число репродукций («мультипликативное преимущество») было определено равным 1,74 (это значит, что данный штамм на 74 % более трансмиссивен). Данный штамм стал доминирующим в Лондоне, а также на востоке и юго-востоке Англии, в течение одного-двух месяцев. Подобный быстрый рост наблюдался и в Ирландии, и, похоже, данный штамм вскоре станет доминирующим и там. Предполагается, что в США то же самое произойдет в марте. Всплеск инфекций SARS-CoV-2 в начале нового года рассматривается как результат повышенной трансмиссивности этого штамма, в то время как заболеваемость другими штаммами снижается. Это требует более жестких ограничений, чтобы избежать быстрого экспоненциального роста случаев заражения. Управление трансмиссией этого штамма, в свою очередь, выглядит все более слабым.
Одним из наиболее важных изменений в VOC-202012/01, по-видимому, является N501Y, замена аспарагина (N) на тирозин (Y) в аминокислотном сайте 501. Это связано с его положением внутри рецептор-связывающего домена шипового гликопротеина (RBD) — точнее, внутри рецептор-связывающего мотива (RBM), части RBD, которая связывается с человеческим рецептором ACE2. Мутации в RBD могут изменить распознавание антителами и специфичность связывания с ACE2 и привести к тому, что вирус станет более заразным. И действительно, Chand и др. пришли к выводу, что «весьма вероятно, что мутация N501Y влияет на аффинность связывания белка-шипа с рецептором, и возможно, эта мутация сама по себе или в сочетании с делецией на 69/70 в N-концевом домене (NTD) усиливает трансмиссивность вируса».
Предварительные исследования предполагают на 30-70 % повышенную трансмиссивность, кроме того, допускают повышение летальности.

## Эффективность вакцин
По состоянию на конец 2020 года внедрялись или разрабатывались несколько вакцин против COVID-19.
Однако по мере того, как происходит больше мутаций, может потребоваться изменение вакцины. SARS-CoV-2 не мутирует так быстро, как, например, вирусы гриппа, и новые вакцины, которые доказали свою эффективность к концу 2020 года, представляют собой типы, которые при необходимости можно изменить. По состоянию на конец 2020 года органы здравоохранения и эксперты Германии, Великобритании и Америки считают, что существующие вакцины будут столь же эффективны против штамма VOC-202012/01, как и против предыдущих штаммов.
18 декабря 2020 года NERVTAG пришла к выводу, что «в настоящее время недостаточно данных, чтобы сделать какой-либо вывод о […] нечувствительности данного штамма к вакцинным антигенам».
По состоянию на 20 декабря 2020 года Служба общественного здравоохранения Великобритании подтвердила, что «нет доказательств» того, что новый штамм будет устойчивым к вакцине Pfizer-BioNTech, которая в настоящее время используется в программе вакцинации Великобритании, так что привитые люди по-прежнему защищены.